# AGM-78 Standard ARM
AGM-78 Standard ARM byla protiradarová střela vzduch-země vyvinutá společností General Dynamics ve Spojených státech amerických.

## Vývoj a popis
Střela byla původně vyvinuta pro námořnictvo Spojených států (US Navy) na konci 60. let 20. století. Důvodem k jejímu vývoji byly rozporné zkušenosti s tehdy používanou střelou AGM-45 Shrike ve válce ve Vietnamu, která měla malou bojovou hlavici, omezený dolet a nespolehlivý naváděcí systém. Společnost General Dynamics byla oslovena v září 1966, aby vyvinula z letounů vypouštěnou střelu „ARM“ (Anti-Radiation Missille) úpravou protiletadlové střely RIM-66 SM-1. Použití již vyvinuté střely jako základu značně zredukovalo náklady na vývoj. Zkoušky nové zbraně byly zahájeny v roce 1967. První operačně způsobilé střely byly dodány na počátku roku 1968.
Střele AGM-78 se přezdívalo „Starm“, což byla zkratka názvu Standard ARM. První verze střely (A1 Mod 0), byla vlastně původní střela RIM-66 s antiradarovou vyhledávací hlavicí ze střely Shrike. Střela používala raketový motor společnosti Aerojet (Mark 27 Mod 4) s dvěma stupni tahu a byla osazena bojovou tříštivou hlavicí. Ačkoliv byla nová zbraň výkonnější, byla také dražší, a proto původní AGM-45 Shrike zůstala ještě nějakou dobu ve službě.
Výběr cílů pro střelu i řízení palby zajišťovalo elektronické vybavení mateřského letounu známé pod označením TIAS (Target Identification and Acquisition System). Palubní počítač letounu vypočítával polohu zdrojů vysílání radarů a zjištěné informace předával samonaváděcí hlavici střely k usnadnění navedení střely. Kvůli hmotnosti této aparatury mohly novou střelu nést jen letouny F-105F/G a A-6B/E. Když byla později snížena její hmotnost různými vylepšeními, mohly střely nést i jiné letouny, např. F-4G Wild Weasel.

## Varianty

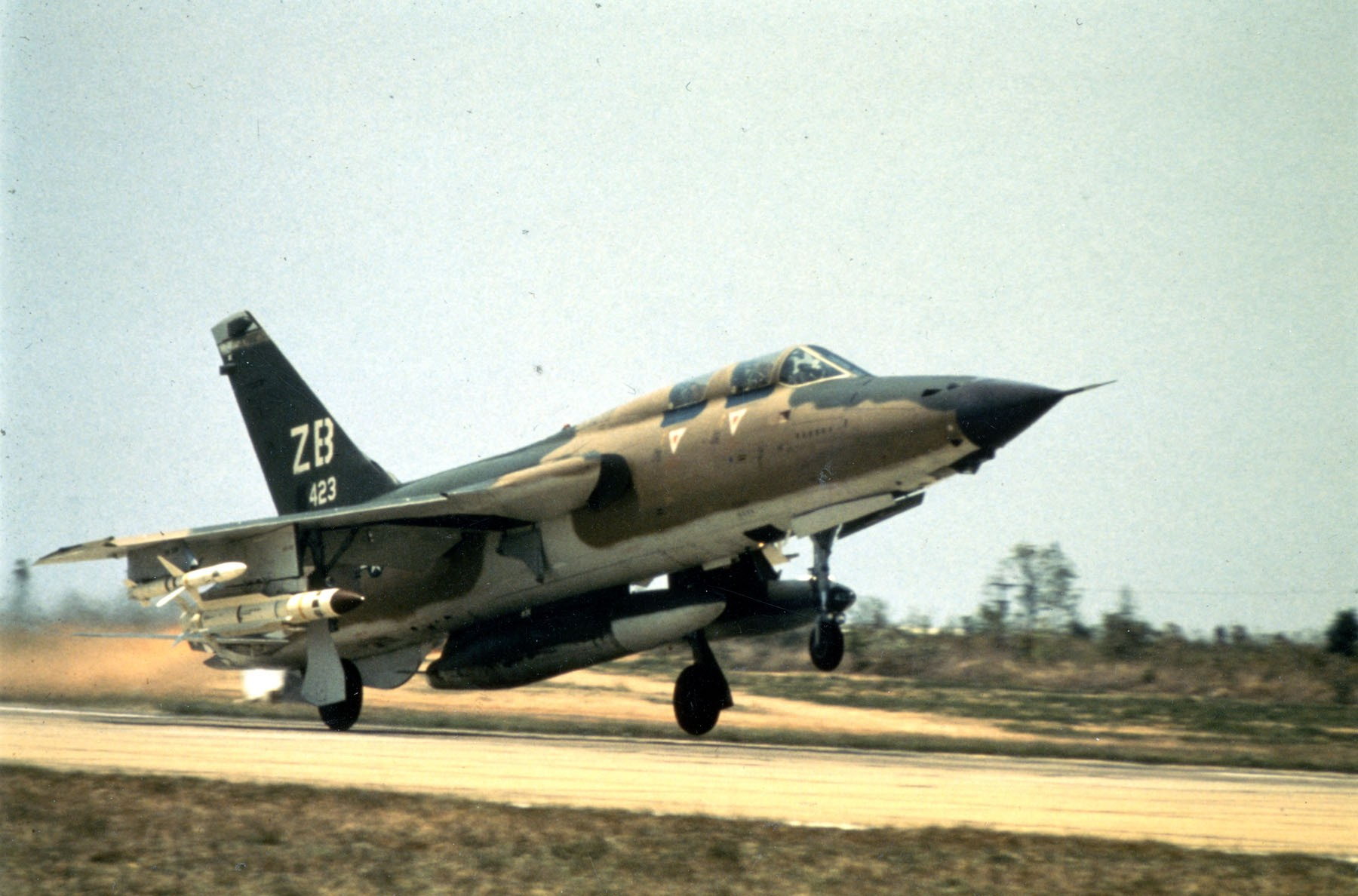
Letoun F-105G vyzbrojený střelou AGM-78 vzlétá nad Severní Vietnam v roce 1971.

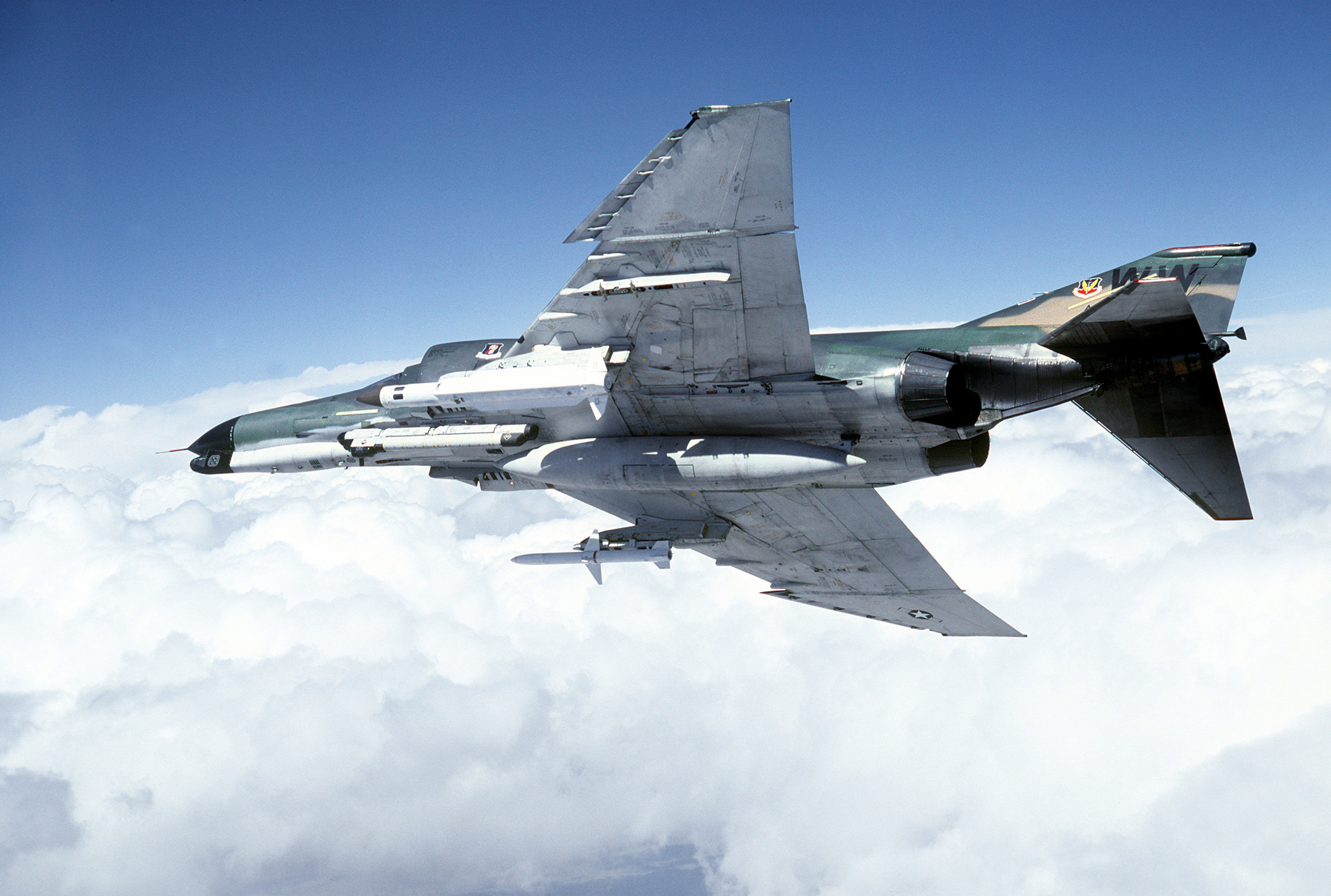
Letoun F-4G Phantom II Wild Weasel nese střely AGM-78 a AGM-45.

První verze střely nesla označení AGM-78A. Byla postavena i její cvičná varianta s označením ATM-78A. Ta měla stejnou velikost, hmotnost i tvar, ale neměla vyhledávací hlavici, bojovou hlavici a pohonnou jednotku, takže se vlastně jednalo o zátěž.
V roce 1969 byly zahájena výroba vylepšené verze s označením AGM-78B. Tato verze nesla širokopásmový vyhledávač cílů, což umožnilo střelu použít proti mnohem širšímu okruhu cílů bez nutnosti výběru určitého vyhledávače cílů před misí. Střela měla i jednoduchý paměťový obvod k uchování polohy cíle, takže obsluze nepomohlo následné vypnutí radaru poté, co byl cíl již uložen do této paměti. Předchozí verze této střely odbočila ze svého kurzu, když ztratila cíl z vyhledávače, čehož si povšiml i nepřítel, a tak zapínání a vypínání radarů se stalo standardní taktikou raketových baterií.
Některé z prvních střel AGM-78A1 byly vylepšeny přidáním nového vyhledávače a paměťovým obvodem. Tyto střely byly označeny AGM-78A4. AGM-78B byla nejdůležitější verzí této střely a byla široce používána letouny letectva Spojených států (USAF) F-4G Phantom II „Wild Weasel“ (Divoké lasičky – letouny pro umlčování nepřátelské protivzdušné obrany). Byla vytvořena i cvičná verze střely AGM-78B, která byla známa pod označením ATM-78B.
Na počátku 70. let 20. století byla vyvinuta verze AGM-78C. Jednalo se projekt USAF, který měl za cíl větší spolehlivost a nižší cenu zbraně. Některé starší střely byly upraveny do verze AGM-78C. Tak jako předtím, byla postavena i cvičná verze označená ATM-78C.
Mezi léty 1973 a 1976 byla vyráběna i verze AGM-78D, která měla nový motor. Její vylepšená varianta, AGM-78D2, měla aktivní optickou roznětku, ještě větší spolehlivost a novou 100 kg tříštivou bojovou hlavici. Následovala cvičná varianta ATM-78D.
Střela RGM-66D pro ničení hladinových cílů s radiolokátory byla založena na střele AGM-78 s využitím komponentů původní střely RIM-66 a střely vzduch-vzduch AIM-97 Seekbat.
Bylo postaveno více než 3 000 střel AGM-78 všech verzí. Výroba skončila na konci 70. let 20. století, ale střela dál zůstávala ve službě v následujícím desetiletí až byla na konci 80. let 20. století nahrazena střelou AGM-88 HARM.

## Specifikace
Technické údaje pocházejí z publikace „Vojenské Rakety“ a z webu Národního muzea USAF.
- Délka: 4,57 m
- Průměr: 343 mm
- Rozpětí: 1,09 m
- Celková hmotnost: 612 – 816 kg
- Typ motoru: dvoustupňový raketový motor
- Motor: Aerojet Mk.27, Mod.4
- Bojová hlavice: konvenční tříštivá
- Hmotnost bojové hlavice: 106 kg (223 liber)
- Pohonná látka: tuhé raketové palivo
- Maximální rychlost: Mach 2 (667 m/s)
- Dolet: kolem 90 km (údaje z různých zdrojů se liší)